# Dalianus galae
Genre
Espèce
Dalianus galae, unique représentant du genre Dalianus, est une espèce de collemboles de la famille des Katiannidae.

## Distribution
Cette espèce est endémique de Grèce.

## Publication originale
- Cassagnau, 1969 : Un nouveau genre de Katiannini (Collemboles Symphypleones) récolté en Grèce continentale. Biologia Gallo-Hellenica, vol. 2, p. 123-132.